# Francisco Jiménez Sánchez
Francisco Eduardo Jiménez Sánchez (Guayaquil, 15 de junio de 1971) es abogado, profesor universitario y político ecuatoriano, siendo miembro y fundador del movimiento Acción Ciudadana Organizada Nacional (ACCION). Fue Ministro de Gobierno del Ecuador, desde marzo de 2022 hasta su renuncia en febrero de 2023, en el gobierno de Guillermo Lasso. Se desempeñó como asambleísta  nacional por la provincia Guayas, entre 2021 a 2022; gobernador de Guayas, entre 2008 y 2009, en el gobierno de Rafael Correa.

## Biografía
Francisco Eduardo Jiménez Sánchez nació el 15 de junio de 1971, en la ciudad ecuatoriana de Guayaquil. Hijo del abogado y exdirigente de Barcelona S. C., Eduardo Jiménez Parra y de Cecilia Sánchez.
En 1996, se graduó de abogado en la Universidad Católica de Santiago de Guayaquil, para luego obtener el doctorado en Jurisprudencia por la misma casa de estudios en 2009.
En 1997, se especializó en Derecho internacional privado, en la Universidad Panthéon-Assas. También realizó una maestría en Ciencias en Economía Política del Desarrollo Tardío por la Escuela de Economía de Londres y un Diploma de Estudios a Profundidad (DEA) en Instituciones y Políticas Públicas en la Universidad de París 1 Panthéon-Sorbonne.
Es autor de varios libros: "De la calle a las mesas, un nuevo camino para el Ecuador", publicado en 2023; "Guayaquil, un nuevo horizonte", publicado en 2022; y "Conflictos Regionales y Poder Central en los Países Andinos: los casos de Ayacucho en Perú y Guayaquil en Ecuador", publicado en 2004. 

### Trayectoria laboral
Es un destacado abogado ecuatoriano con una amplia trayectoria en el ámbito corporativo, gubernamental y legislativo. Desde septiembre de 2020, se desempeña como abogado asociado en Hanze | Alvear & Asociados, especializándose en derecho civil, administrativo y constitucional. Entre 2000 y 2020, fue director y propietario de Jiménez & Jiménez, Abogados, despacho en el que tuvo dos períodos de actividad y donde se centró en el área de la asesoría legal corporativa, incluyendo gobierno corporativo, derecho societario y manejo de crisis. Asimismo, fue socio fundador de la consultora Politik, entre 2010 y 2014, enfocándose en el análisis de políticas públicas y evaluación de riesgos. 
Actualmente, se desempeña como profesor de Ciencias Políticas (pregrado) y Control de la Administración Pública (posgrado) en la Universidad de Especialidades Espíritu Santo.También ha sido profesor de Derecho Civil de las Obligaciones, Derecho Internacional Privado y Derecho Político en la Universidad Católica de Guayaquil. 

## Vida política
Fue secretario del Tribunal Electoral del Guayas en el año 2002.[cita requerida]
En 2008, se desempeñó como subsecretario de Desarrollo Organizacional del Ministro de Gobierno. Fue también delegado asesor en la Comisión de Codificación y Redacción del nuevo proyecto de Constitución en la Asamblea Constituyente de ese año.
Fue gobernador de Guayas entre octubre de 2008 y agosto de 2009, en el gobierno de Rafael Correa.
En las elecciones legislativas de 2013, fue candidato a la Asamblea Nacional por Ruptura 25, pero no tuvo éxito.
Fue Presidente de la Directiva del Movimiento CREO Guayaquil.
En las elecciones seccionales de 2019, fue candidato a la Alcaldía de Guayaquil por Movimiento CREO, quedando en tercer lugar entre 17 postulantes. 
El 23 de mayo de 2023, se desafilió del movimiento CREO e inició la formación de un nuevo movimiento, Acción Ciudadana Organizada Nacional (ACCION), con presencia nacional. Actualmente es su presidente. 

### Asambleísta
Fue electo asambleísta en las elecciones legislativas de 2021, en representación de Guayas, por el movimiento político CREO. Fue posesionado el 14 de mayo del mismo año.
En la Asamblea Nacional presidió la Comisión de Enmiendas y Reformas Constitucionales. Fue miembro de la Comisión de Desarrollo Económico, Productivo y la Microempresa. También fue Presidente del Grupo Parlamentario para la Promoción y Masificación del Deporte, siendo también delegado por la Asamblea Nacional al Parlamento Latinoamericano, como miembro de la Comisión de Energía y Minas.

### Ministro de Estado

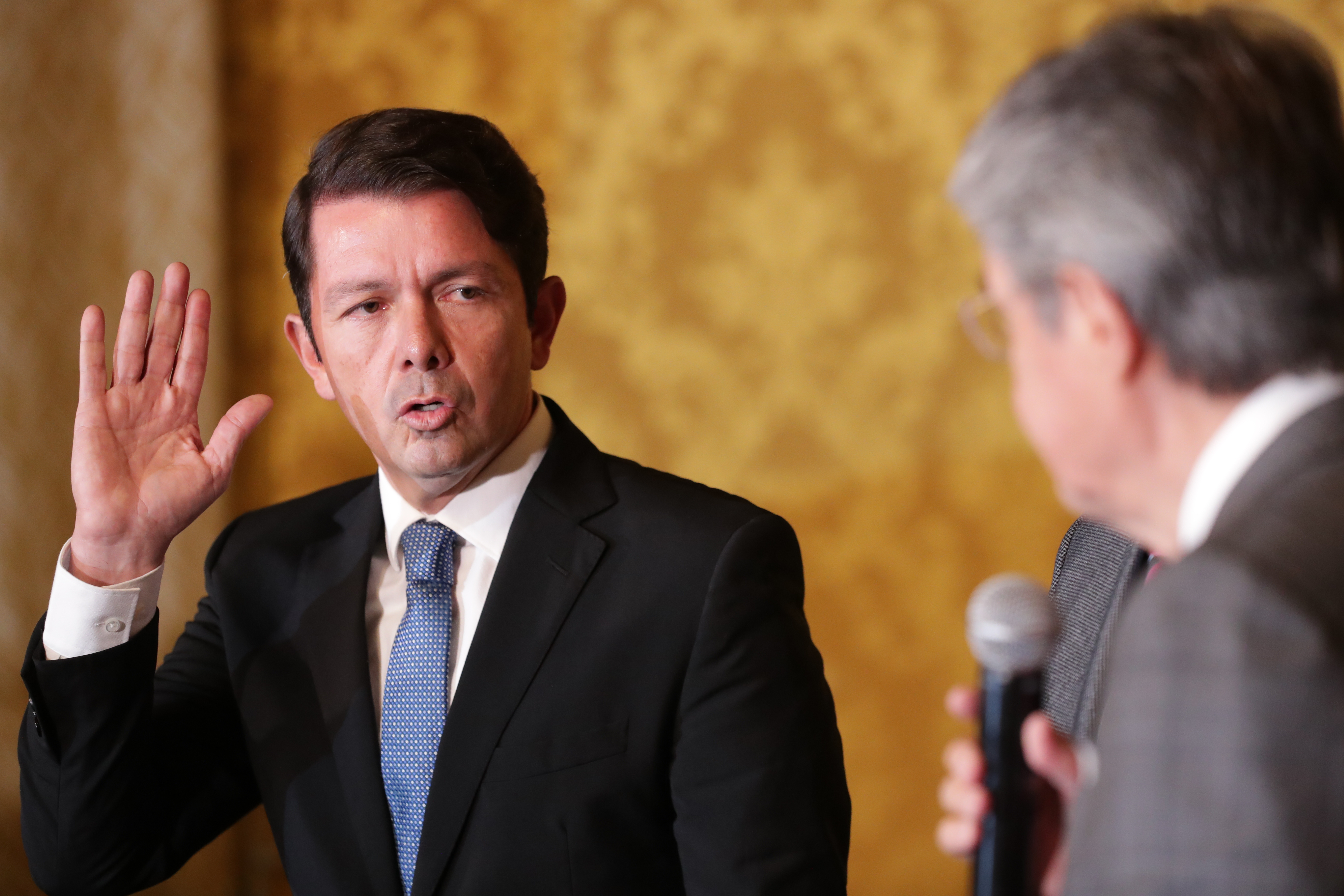
Jiménez durante su posesión como ministro.

El 30 de marzo de 2022, fue nombrado y posesionado por el presidente Guillermo Lasso como Ministro de Gobierno del Ecuador.
Fue representante del Ejecutivo en las mediaciones del Paro Nacional de Ecuador de 2022, logrando firmar el Acta por la Paz el 30 de junio de ese año, e impulsando las Mesas de Diálogo entre el Estado y múltiples organizaciones civiles y sociales. 
El 9 de febrero de 2023, presentó su renuncia al cargo, que fue aceptada por el presidente Lasso.